# Nucleus
Pour les articles homonymes, voir Nucléus.
Nucleus est un groupe de jazz-rock britannique. Son activité dure une vingtaine d'années, entre 1969 et 1989. Par la suite, le groupe réunit occasionnellement en 2005, 2007, et 2009.

## Biographie
Le groupe est formé en 1969, dirigé par Ian Carr, qui a œuvré jusqu'en 1989 sous différentes formes. Dès leur première année d'existence, ils remportent le premier prix au Festival de Jazz de Montreux, puis ils ont aussi joué au Newport Jazz Festival, ainsi qu'au Village Gate Jazz Club. Elastic Rock, leur premier album studio, publié en 1970, atteint la 46e place de l'UK Album Chart.
Nucleus, dont la musique mêle des sons issus du rock et des ambiances, ainsi qu'une approche improvisée tirées du jazz, se rattache à l'École de Canterbury. Leur claviériste, saxophoniste et flûtiste Karl Jenkins ainsi que leur batteur John Marshall, se joignent à Soft Machine en 1972, à partir de l'album Six jusqu'à leur dernier Land of Cockayne en 1981. 
En août 2005, une réincarnation exceptionnelle de Nucleus, composée d'anciens et nouveaux membres, joue au Cargo de Londres. Cette performance est suivie le 30 mars 2007 par un concert de Nucleus Revisited au London's Pizza Express Jazz Club. Nucleus Revisited comprend entre autres les membres de Nucleus, Geoff Castle, Mark Wood et Tim Whitehead et Chris Batchelor à la trompette. Ne pouvant jouer puisqu'il était malade, Ian Carr est tout de même présent au concert et reçoit une standing ovation. 
Le 4 août 2009, Nucleus Revisited apparait aussi au Ronnie Scott's Jazz Club de Londres. Cette même année, Ian Carr meurt à 75 ans de la maladie d'Alzheimer,. Depuis, le groupe ne donnera plus aucun signe de vie, probablement dans le but d'honorer la mémoire de son fondateur disparu. Trois albums sont publiés à titre posthume ; l'album live Live 1970 en 2014, Three of a Kind en 2015, et Bracknell Sunshine en 2016, ces deux derniers sous le nom de Ian Carr and Nucleus.

## Discographie
- 1970 : Elastic Rock
- 1971 : We'll Talk About It Later
- 1973 : Labyrinth
- 1973 : Roots
- 1975 : Alleycat
- 1975 : Snakehips Etcetera
- 1989 : Old Heartland
- 2003 : Live in Bremen (album live)
- 2003 : The Pretty Redhead (album live)
- 2006 : Hemispheres (album live)
- 2006 : UK Tour '76 (album live)
- 2009 : Live in Europe 1970-71 (album live)